# Unlink
unlink(언링크)는 유닉스 계열 운영 체제에서 파일을 삭제하기 위한 시스템 호출이자 명령 줄 유틸리티이다. 이 프로그램은 시스템 호출을 직접 인터페이스하며 마치 rm과 rmdir처럼 파일 이름과(그러나 GNU 시스템에서는 아님) 디렉터리를 제거한다. 파일 이름이 해당 파일의 마지막 하드 링크라면 파일 그 자체는 프로그램이 해당 파일을 열자마자 삭제된다.

## 예시
foo라는 파일을 삭제한다:
```
% unlink foo
```

PHP에서 다음의 함수를 사용하여 동일한 작업을 할 수 있다:
```
unlink("foo");
```

펄 문법은 PHP 문법과 거의 동일하다:
```
unlink "foo";
```

Node.js 또한 문법이 비슷하다:
```
fs.unlink("foo", callback);
```

R의 경우:
```
unlink("foo")
#Comment: using the inside argument 'recursive = TRUE', directories can be deleted
```

파이썬:
```
os.unlink("foo")
```

## 같이 보기
- 유닉스 명령어 목록
- Ln (유닉스)